# Триптих (Пуччини)
«Триптих» (итал. Il trittico) — название оперного цикла Джакомо Пуччини, состоящего из трёх одноактных опер: «Плащ», «Сестра Анджелика» и «Джанни Скикки» . Мировая премьера состоялась 14 декабря 1918 года в «Метрополитен-опере».
В XXI веке обычно ставятся не все три оперы за один вечер, а одна или две из них. Иногда одну из опер триптиха Пуччини совмещают с одноактной оперой другого композитора.

## История
Приблизительно в 1904 году Пуччини, впечатлённый успехом одноактной оперы Пьетро Масканьи «Сельская честь», стал задумываться над созданием собственных коротких опер. Первоначально он собирался написать каждую оперу таким образом, чтобы отразить в каждой из частей раздел «Божественной Комедии» Данте. Из созданных в итоге произведений связь с поэмой Данте сохранил только «Джанни Скикки».
Оперы впервые были поставлены на сцене «Метрополитен-оперы» 14 декабря 1918 года. Критики разошлись в своих оценках мировой премьеры, но почти все рецензенты сочли наиболее удачным элементом триптиха «Джанни Скикки». Сергей Прокофьев (после посещения постановки в декабре 1919 года) записал в своём дневнике: «Вечером был на трёх новых операх Пуччини. Музыка пустенькая, иногда милая, иногда плохая, но в пользовании сценой виден мастер, хотя и не безукоризненный».
Первая постановка в Италии была осуществлена в Риме 11 января 1919 года. Пуччини, который не присутствовал на нью-йоркской премьере, посетил спектакль в театре Костанци. Римская постановка, особенно «Джанни Скикки», получила положительные отзывы. Позднее в том же году «Триптих» был поставлен в Буэнос-Айресе (25 июня) у Туллио Серафина, дирижировавшего также на премьере в Чикаго (6 декабря). 
Начиная с 1920-х годов большинство оперных театров исполняет оперы по отдельности, отдавая предпочтение «Джанни Скикки» над двумя остальными частями триптиха.

## Содержание
Подробные описания опер находятся в основных статьях:

### Плащ
Место действия: Баржа на Сене в Париже.
Время действия: 1910 год.
Очень мрачная и задумчивая опера, полная насилия в духе веризма.

### Сестра Анджелика
Место действия: монастырь близ Сиены.
Время действия: вторая половина XVII века.
Вторая опера цикла, наиболее любимая Пуччини. Трагический сюжет о религиозном искуплении. Наименее часто исполняемая часть триптиха.

### Джанни Скикки
Место действия: Флоренция.
Время действия: 1299 год.
Третья опера в жанре фарса является наиболее популярной.